# Амфипольская епархия
Амфипольская епа́рхия (греч. Ιερά Επισκοπή Αμφιπόλεως) — одна из древнейших епархий Константинопольской православной церкви с центром в городе Амфиполисе; ныне титулярная.

## История
Согласно «Деяниям апостолов», по пути из Филипп в Фессалоники в Амфиполисе останавливался апостол Павел.
Первое документальное упоминание епископов Амфипольских относится к 344 году (в этом году епископ Наркис был участником Сардикийского собора).
С середины XIX века титул епископа Амфипольского присваивается титулярным (викарным) епископам Константинопольского патриархата.

## Епископы
- Наркис (упом. 344) участник Сардикийского собора
- Андрей (упом. 692) участник Трулльского собора
- неизвестный (уп. 808) в житии Феодора Студита
- Иоанн (уп. 869) участник Четвёртого константинопольского собора

титулярная епархия
- Анфим Ардамерский[болг.] (1854 — август 1866)
- Иаков (Левентинос)[болг.] (12 июня 1875 — 25 август 1882)[1]
- Прокопий (Лазаридис) (13 марта 1894 — 5 мая 1899)
- Евгений (Христодулу) (27 апреля 1906 — 10 сентября 1913)
- Иоаким (Кавирис) (5 ноября 1917 — 24 февраля 1922)
- Константин (Пападопулос) (10 января 1925 — 10 апреля 1933)
- Сила (Коскинас) (9 октября 1960 — 5 марта 1979)
- Феоклит (Рокас) (5 февраля 1987 — 8 июня 1993)
- Василий (Осборн) (8 июня 2006 — 12 февраля 2010)
- Христофор (Ангелопулос) (с 30 октября 2023)